# Rodolfo Pinto do Couto

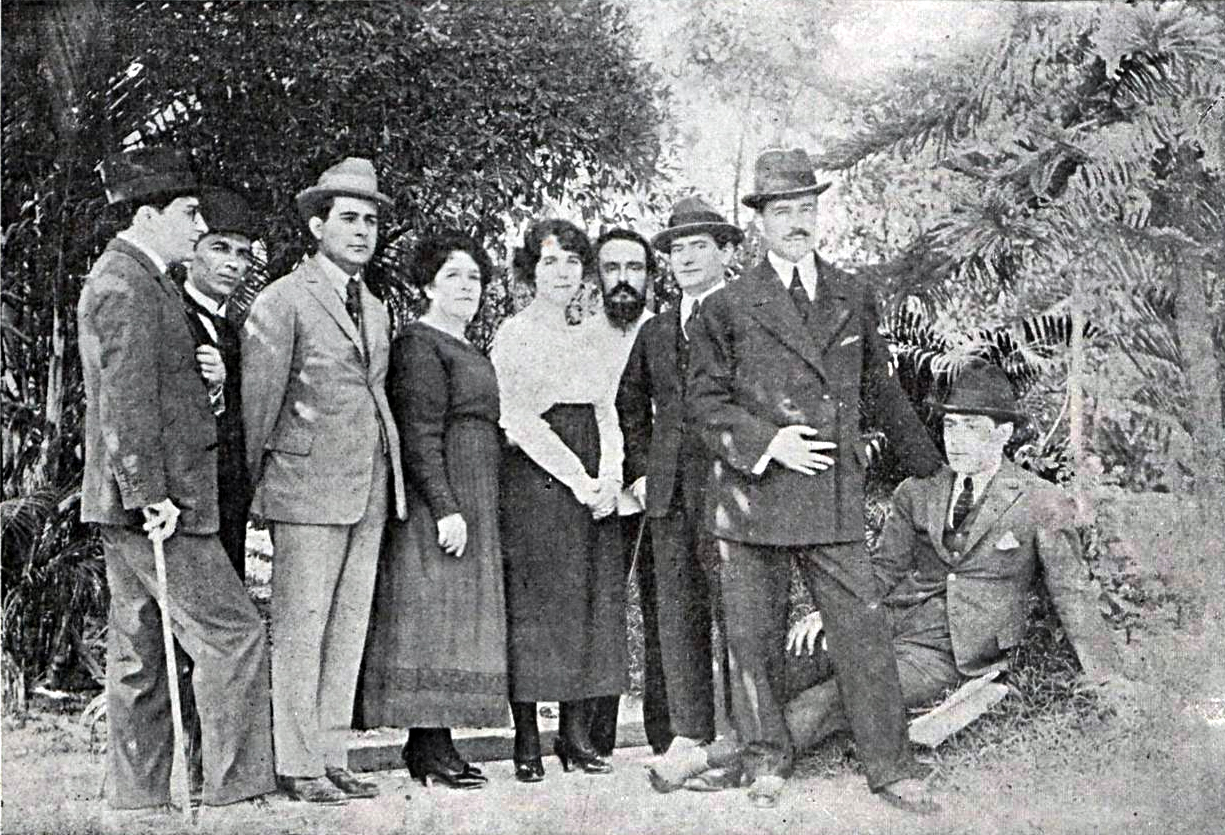
Amigos na chácara de Rodolfo Pinto do Couto no Rio de Janeiro. Da esquerda para a direita: Álvaro Moreyra, Wedemar Ferreira, Gastão da Silveira, Nicolina de Assis, Sra. Botafogo, Pinto do Couto, João Daudt, Francisco Thompson Flores e Felipe de Oliveira.

Rodolpho Pinto do Couto (1888-1945) foi um escultor português, atuante em Portugal e no Brasil.
Aluno da antiga Academia Portuense de Belas Artes, onde teve aulas de desenho histórico e de escultura com o Mestre Teixeira Lopes. Casou-se em 1911 com a escultora brasileira Nicolina Vaz de Assis. Vem, então, para o Brasil, radicando-se no Rio de Janeiro, onde participou do Salão Nacional de Belas Artes, em 1913 e 1918. Realizou trabalhos e monumentos em várias cidades. É autor dos púlpitos de bronze (1931) da Igreja da Candelária do Rio de Janeiro, além de muitas outras obras espalhadas por vários museus. No final da vida, retorna a Portugal, onde falece em 1945. Seus bisnetos são; Fernando Floriano Da Maia, Aline Floriano Slosaski, e Karem Floriano Slosaski, em parte materna da Beatriz Floriano (filha de Otavio Floriano e Celia Maria..Joaninha..Couto..Floriano) de nacionalidades Brasileiras.